# توسزک
توسزک (به لاتین: Toszek) یک شهر در لهستان است که در گمینا توشک واقع شده‌است. توسزک ۹٫۶۷ کیلومتر مربع مساحت و ۳٬۸۲۲ نفر جمعیت دارد.